# Phyllotreta astrachanica
Phyllotreta astrachanica es una especie de insecto coleóptero de la familia Chrysomelidae. Fue descrita en 1977 por Lopatin.